# Metopolophium mukhamadievi
Metopolophium mukhamadievi är en insektsart. Metopolophium mukhamadievi ingår i släktet Metopolophium och familjen långrörsbladlöss. Inga underarter finns listade i Catalogue of Life.